# 세르푸홉스카야역
세르푸홉스카야역(러시아어: Серпуховска́я)은 모스크바 지하철 세르푸홉스코 티미랴젭스카야 선의 역이다. 1983년 11월 8일에 개장했다.

## 지리
지하 홀을 따라 밖으로 나가면 대 세르푸호프 거리로 나갈 수 있다. 역에서 가까운 거리에 위치한 장소로는 플레하노프 러시아 경제 아카데미가 있다.

## 환승
세르푸홉스카야 역에서는 콜체바야 선의 도브리닌스카야 역으로 갈아탈 수 있다.